# Биштинек
Биштинек (пољ. Bisztynek) град је у Пољској, седиште општине у бартошицком повјату у варминско-мазуријском војводству.
Број становника: 2,7 хиљада људи.
Град се налази на реци Вармији. У граду се укрштају путеви Бискупјец-Бартошице и Решел-Лидзбарк Вармињски.
.

## Историја
Биштинек је настао као село 1346. на месту немачког насеља под називом Strowangen. Статус града добио је 1448. године. Град је био опасан одбрамбеним зидинама са три капије. Биштинек је страдао за време Другог светског рата. Железница у град стиже 1905.

## Демографија
| 2012. |
| ----- |
| 2.524 |

## Атракције
- Црква из 17. века
- Лидзбарска капија која је настајала од 1481-1547. Она је једина очувана од три капије које су постојале.
- Црква која је настала између 1618. и 1632